# Thamnocharis esquirolii
Thamnocharis es un género monotípico de plantas herbáceas  perteneciente a la familia Gesneriaceae. Su única especie: Thamnocharis esquirolii (H. Lév.) W.T. Wang, es originaria del sur de China.

## Descripción
Es una planta herbácea perennifolia con roseta vertical y rizomas cortos. Las hojas son radiales, pecioladas, elípticas, lanceoladas u obovadas, la base cuneada, oscuramente dentadas, densamente pubérulas en ambas superficies de dolor blanco. Las inflorescencias en cimas con un largo pedúnculo, con dos bractéolas y entre 5 a 9 flores pequeñas. Sépalos libres, triangulares estrechos. Corola de color púrpura o azul, con el tubo muy corto, lóbulos 4 o 5, lanceoladas —oblongas—, de igual tamaño y forma. El fruto en forma de cápsula cilíndrica y dehiscente.

## Distribución y hábitat
Se distribuyen por el sur de China en el sudoeste de Guizhou.  Crecen en los bosques y matorrales, a una altitud de 1500 - 1600 metros.

## Taxonomía
Thamnocharis esquirolii  fue descrita por (H.Lév.) W.T.Wang y publicado en Acta Phytotaxonomica Sinica 19(4): 486–489, pl. 1. 1981.
Etimología
Thamnocharis nombre genérico que deriva del griego θαμνος,  thamnos = arbustos, matorrales, y χαρις -, -charis = «amante, amigo de, cariño». El nombre significa que la planta le gusta crecer entre los arbustos. 
esquirolii: epíteto
Sinonimia
- Oreocharis esquirolii H.Lév. basónimo[1][2]